# Liste des saints de l'ordre des Prêcheurs

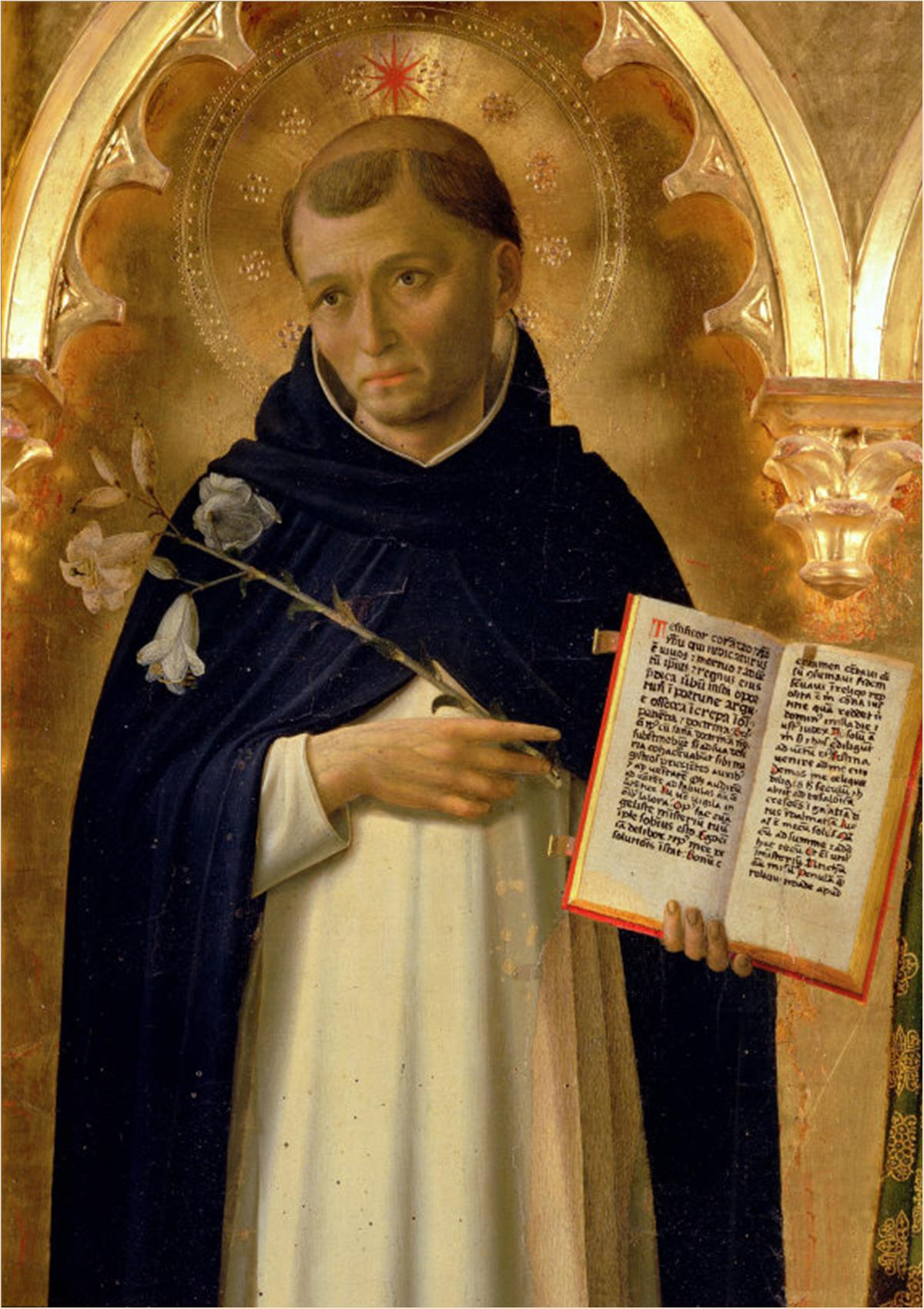
Dominique de Guzmán, reconnu comme saint par l'Église catholique, fonda l'ordre des Prêcheurs, qui fut approuvé par le pape Innocent III en 1215.

La liste des saints de l'ordre dominicain comprend des saints dominicains d'Europe, d'Asie, d'Afrique et des Amériques. Depuis que le fondateur de l'ordre, Dominique de Guzman, a été canonisé en 1234, 69 autres frères prêcheurs ont été canonisés.
 

## A

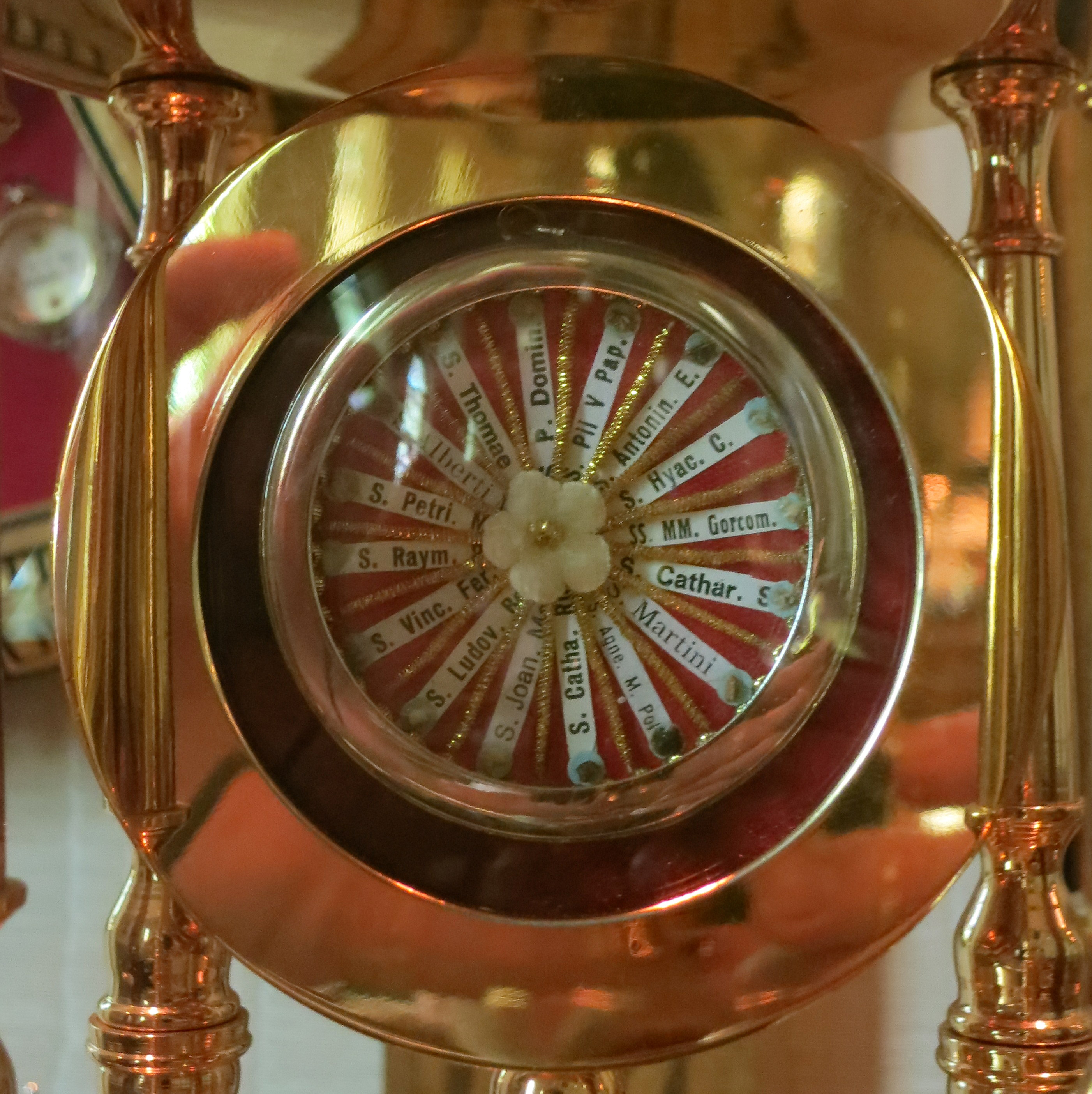
Reliques des saints dominicains

- Agnès de Montepulciano (1268-1317), prieure en Toscane médiévale.
- Albertus Magnus (avant 1200-1280), frère et évêque allemand, docteur de l'Église.
- John Alcober (pl) (1694-1748), prêtre espagnol, l'un des saints martyrs de Chine.
- Pierre Almató (1830-1861), prêtre espagnol, l'un des martyrs vietnamiens.
- Mateo Alonso de Leciniana (es) (1702-1745), prêtre espagnol, l'un des martyrs vietnamiens.
- Giordano Ansaloni (1598-1634), frère italien, missionnaire aux Philippines et au Japon, l'un des 16 martyrs du Japon.
- Antonin de Florence (1389-1459), moine italien, archevêque de Florence.
- Thomas d'Aquin (1225-1274), moine et philosophe italien, docteur de l'Église.

## B
- Barthélemy de Braga (1514-1590), frère portugais, archevêque de Braga.
- Zdislava Berka (c.1220-1252), fondatrice du couvent tchèque, épouse de Havel de Markvartice.
- Louis Bertrand (1526-1581), moine espagnol, missionnaire en Amérique du Sud.
- José Gabriel del Rosario Brochero (1840-1914), prêtre argentin, connu sous le nom de "prêtre Gaucho".
- Dominic Bùi Van Úy (pl) (vers 1801-1839), catéchiste vietnamien, l'un des martyrs vietnamiens.
- Valentin de Berriochoa (en) (1827-1861), frère basque, évêque titulaire de Centuria, un des martyrs du Vietnam.

## C
- Dominique Cẩm (-1859), prêtre vietnamien, l'un des martyrs du Vietnam.
- François Ferdinand de Capillas (1607-1648), frère espagnol, l'un des saints martyrs de Chine.
- Jacinto Casteñeda (1743-1773), frère espagnol, l'un des martyrs du Vietnam.
- Catherine de Ricci (1522-1590), religieuse italienne, prieure du couvent de Saint-Vincent.
- Catherine de Sienne (1347-1380), tertiaire de Sienne, docteur de l'Église.
- Clemente Ignacio Delgado Cebrian (1762-1838), frère espagnol, l'un des martyrs du Vietnam.
- Francisco Coll Guitart (1812-1875), prêtre espagnol, fondateur des Sœurs dominicaines de l'Annonciation de la Sainte Vierge.
- Guillaume Courtet (1589-1637), prêtre français, missionnaire au Japon, l'un des 16 martyrs du Japon.

## D
- Francis Diaz (1713-1748), prêtre espagnol, l'un des Saints Martyrs de Chine.
- Thomas Đinh Viết Dụ  (vers 1783-1839), prêtre vietnamien, l'un des martyrs vietnamiens.
- Joseph Đỗ Quang Hiển (c.1765-1840), prêtre vietnamien, l'un des martyrs vietnamiens.
- Vincent Đỗ Yến  (c.1764-1838), prêtre vietnamien, l'un des martyrs vietnamiens.
- Dominique de Guzmán (1170-1221), prêtre espagnol, fondateur de l'ordre dominicain.

## E
- Domingo Ibáñez de Erquicia (vers 1589-1633), frère espagnol, missionnaire aux Philippines et au Japon, l'un des 16 martyrs du Japon.

## F
- Joseph Fernandez (martyr vietnamien) (en) (1775-1838), prêtre espagnol, l'un des martyrs vietnamiens.

- Vincent Ferrier (1350-1419), frère et prédicateur valencien, missionnaire dans toute l'Europe.

## G
- Marie-Alphonsine Danil Ghattas (1843-1927), religieuse palestinienne, fondatrice des Sœurs dominicaines du Très Saint Rosaire de Jérusalem.
- François-Gil de Frederich (1702-1745), prêtre espagnol, missionnaire aux Philippines et au Japon, l'un des martyrs vietnamiens.
- Antonio Gonzalez (vers 1593-1637), frère espagnol, missionnaire aux Philippines et au Japon, l'un des 16 martyrs du Japon.
- Luke Alonso Gorda (pl) (1594-1633), prêtre espagnol, missionnaire aux Philippines et au Japon, l'un des 16 martyrs du Japon.

## H
- Domingo Henares de Zafra Cubero (1765-1838), prêtre espagnol, un des martyrs du Vietnam
- Jérôme Hermosilla (1800-1861), prêtre espagnol, un des martyrs du Vietnam
- Hyacinthe de Pologne (1185-1257), prêtre et missionnaire polonais, réformateur des femmes missionnaires en Pologne.

## I
- Ingrid de Skänninge (1200-1282), abbesse suédoise, fondatrice de l'abbaye de Skänninge.

## J
- Jean de Cologne (en) (1500-1572), frère néerlandais, l'un des martyrs de Gorkum.

## K
- Thomas Khuong (pl) (c.1779-1860), prêtre vietnamien, un des martyrs du Vietnam

## L
- Vincent Lê Quang Liêm (1732-1773), frère vietnamien, un des martyrs du Vietnam.

## M
- John Macias (1585-1645), frère espagnol, missionnaire au Pérou.
- Marguerite de Hongrie (1242-1270), religieuse hongroise, nièce de Sainte Elisabeth de Hongrie.
- Dominic Mậu (pl) (vers 1794-1858), prêtre vietnamien, l'un des martyrs vietnamiens.
- Miguel de Aozaraza (pl) (1598-1637), prêtre espagnol, missionnaire aux Philippines et au Japon, l'un des 16 Martyrs du Japon.
- Louis de Montfort (1673-1716), prêtre français, connu pour sa dévotion particulière à la Bienheureuse Vierge Marie.

## N
- Joseph Nguyễn Đình Uyển (en) (c.1775-1838), catéchiste vietnamien, un des martyrs du Vietnam.
- Joseph Khang Duy Nguyen (en) (c.1832-1861), catéchiste vietnamien, un des martyrs du Vietnam.
- Thomas Nguyễn Văn Đệ (en) (c.1811-1839), tailleur vietnamien, un des martyrs du Vietnam.
- Dominic Nguyễn Văn Hạnh (en) (1772-1838), prêtre vietnamien, un des martyrs du Vietnam.
- Augustine Nguyễn Văn Mới (en) (c.1806-1839), laïque vietnamien, un des martyrs du Vietnam
- Peter Nguyễn Văn Tự (en) (c.1796-1838), prêtre vietnamien, un des martyrs du Vietnam.
- Stephen Nguyễn Văn Vinh (en) (c.1813-1839), laïc vietnamien, un des martyrs du Vietnam
- Dominic Nguyễn Văn Xuyên (en) (c.1786-1839), prêtre vietnamien, un des martyrs du Vietnam

## P
- Paul et quatre-vingt-dix compagnons (-1240), martyrs hongrois.
- Pierre de Vérone (1206-1252), frère et prédicateur italien, inquisiteur en Lombardie.
- Le pape Pie V (1504-1572), évêque de Rome, normalisa le rite romain, institua la fête de Notre-Dame de la Victoire.
- Martin de Porres (1579-1639), frère convers péruvien, saint patron des métis.

## R
- Raymond de Penyafort (vers 1175-1275), frère catalan, patron des avocats chanoines.
- Thomas Rokuzayemon (pl) (1590-1634), prêtre japonais, l'un des 16 martyrs du Japon.
- Rose de Lima (1586-1617), laïque péruvienne, première patronne du Pérou et co-patronne des Philippines.
- Joachim Royo (pl) (1691-1748), prêtre espagnol, l'un des saints martyrs de Chine.

## S

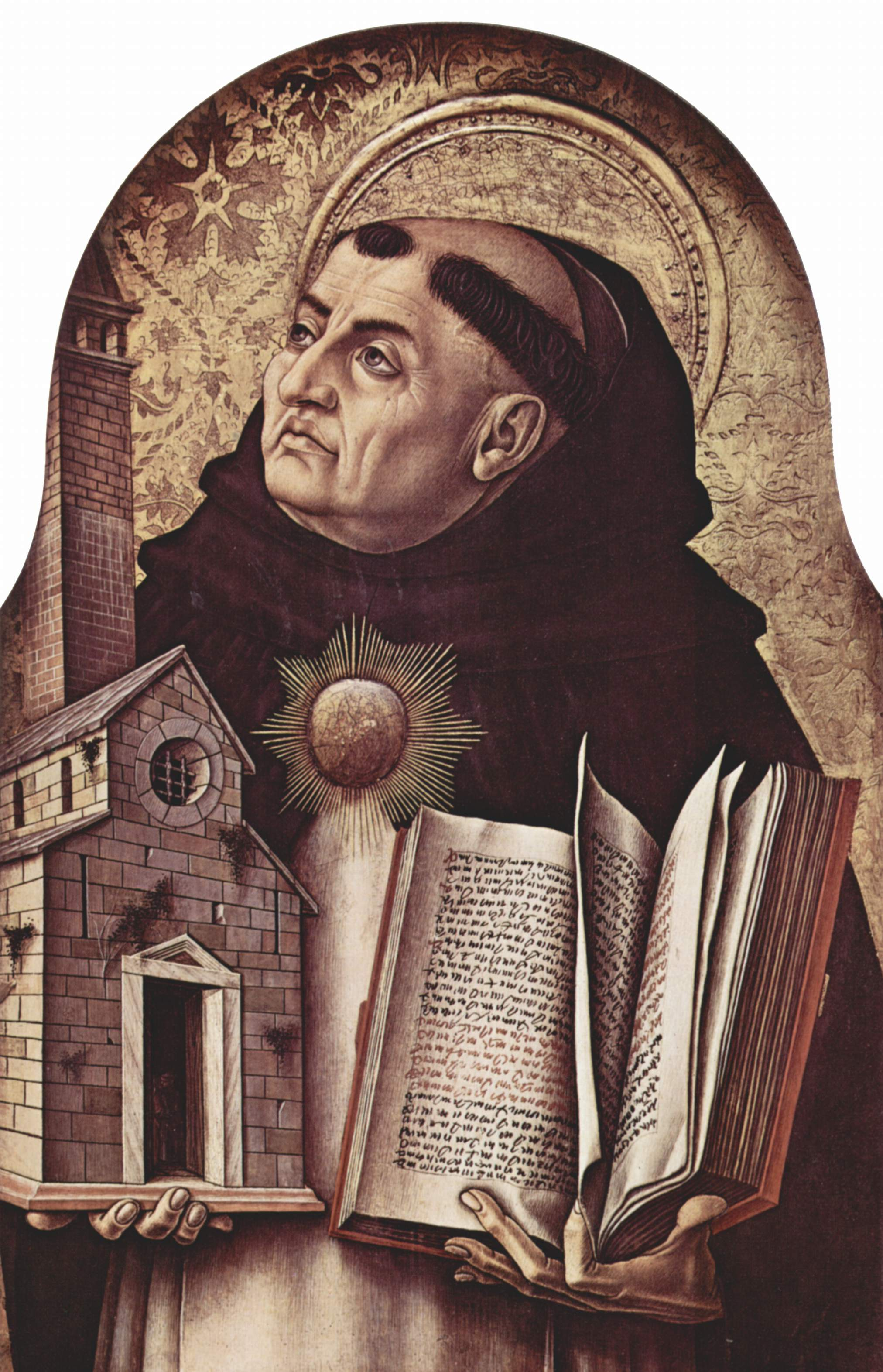
Saint Thomas d'Aquin, docteur de l'Église

- Melchor García Sampedro (1821-1858), prêtre espagnol, évêque titulaire de Tricomie (de), l'un des martyrs vietnamiens.
- Jose María Díaz Sanjurjo (1818-1857), prêtre espagnol, évêque titulaire de Plataea (de), l'un des martyrs vietnamiens.
- Peter Sanz (1680-1747), frère catalan, l'un des saints martyrs de Chine.
- François Serrano (1695-1748), évêque titulaire espagnol de Tipasa (de), vicaire apostolique de Fuzhou, l'un des saints martyrs de Chine.
- Vincent Shiwozuka (en) (c.1576-1637), prêtre japonais, l'un des 16 martyrs du Japon.

## J
- Thomas Toán (pl) (c.1764-1840), catéchiste vietnamien, un des martyrs du Vietnam
- Jacobo Kyushei Tomonaga (c.1582-1633), prêtre japonais, un des 16 martyrs du Japon
- Dominic Trạch Đoài (pl) (c.1792-1840), prêtre vietnamien, un des martyrs du Vietnam
- Joseph Tuân (pl) (c.1821-1861), prêtre vietnamien, un des martyrs du Vietnam

## V
- Dominic Vũ Đình Tước (en) (c.1775-1839), prêtre vietnamien, un des martyrs du Vietnam.